# مدينة دبي الراسية
مدينة دبي الراسية مشروح مقترح لتصميم ناطحة سحاب أعلنت في 25 آب / أغسطس 2008.
هي ثاني أطول مبنى كاملا مقترح من أي وقت مضى بعد البذرة العاشرة (X-Seed 4000). صممت من مهندس كرؤية لتكنولوجيات المستقبل
إذا شيدت، مدينة برج دبي سيكون أطول بكثير من ناطحات السحاب الحالية. وسيكون ما يقارب ثلاثة أضعاف ارتفاع برج دبي الذي هو حاليا أطول هيكل من صنع الإنسان على الإطلاق.
- 400 طابق
- قطار رأسي (بصفه مصعد) بسرعة 200 كم/ ساعة (125 ميلا في الساعة).
- التصميم مستوحى من برج ايفل للتعامل بشكل أفضل مع قوة الرياح العاتية.
- نواة مركزية مع 6 الخارجي المباني التي ترتبط المركزية الأساسية لكل 100 طوابق.
- ويقدر استهلاك 37,000 MWH من الكهرباء سنويا، مع 15MW كذروة للاستخدام. التي ستكون في الغالب من الطاقة الشمسية والحرارية، وطاقة الرياح.
- لا يكاد يوجد أكسجين في المنطقة العلوية ودرجات الحرارة منخفضة للغاية
- المناظر الطبيعية تشابهة تلك التي نراها الطائرة.
- هناك موقف للقطار الراسي كل مائة طابق لمدة عشر دقائق
- المدينة مقسمة إلى اربع اجزاء راسية، كل جزء تحتوى على 100 طابق
- في نهاية المبنى توجد ساحة المدينة، فيها حدائق وسوق ومحلات ترفيه بالإضافة الخدمات ومحطات لمعالجة مياه الصرف ألصحي وبالطبع مهابط لطائرات الهليكوبتر.
- المبنى مقسم أفقيا إلى 6 أجزاء, 3 موجهة بزاوية دوران مع عقارب الساعة و3 عكسها وهكذا في كل جزء من تلك الأجزاء الأربعة الراسية * هناك مصاعد عادية في هذة الأقسام الستة.
- 15 طابق تحت سطح الأرض لمواقف آليه سيارات .
- قاعدة المبنى مساحتها مليون قدم مربع.